# Марков, Владимир Николаевич (педагог)
Владимир Николаевич Марков (15(27).07.1884 — 28.11.1945, Москва, РСФСР, СССР) — советский учёный-педагог, член-корреспондент Академии педагогических наук РСФСР (1944).

## Биография
Родился 15 (27) июля 1884 года.
В 1904 году — окончил Московский учительский институт.
С 1908 по 1912 годы — учился в Московском коммерческом институте.
С 1904 года — учитель городских училищ.
После 1917 года — работал в органах народного образования Саратова и Москвы: с 1924 года вел научно-исследовательскую и преподавательскую работу в Саратовском университете имени Н. Г. Чернышевского, Программно-методическом институте, с 1932 по 1941 годы — профессор, заведующий кафедрой в МГПИ, с 1943 по 1945 годы — заведующий кафедрой педагогики МГУ; с 1944 года — директор НИИ методов обучения АПН РСФСР.
В 1930 году — присвоено учёное звание профессора.
В 1944 году — избран членом-корреспондентом отделения педагогики Академии педагогических наук РСФСР.
Владимир Николаевич Марков умер 28 ноября 1945 года в Москве.

## Научная деятельность
Область научных интересов: общие проблемы теории педагогики, вопросы дидактики, проблемы организации народного образования.
Основные работы по общим проблемам теории педагогики, вопросам дидактики, изучению школьников в процессе обучения, разработке учебных планов и программ.
Сочинения:
- Научно-образовательные музеи в провинции как школа прикладных знаний, Вольск, 1920;
- Советская система народного образования в УССР, Саратов, 1928;
- Пионер в школе, Саратов, 1929;
- Теория педагогики первых дней революции, «Пед. квалификация», 1930, № 3;
- К программной работе НКП РСФСР за 15 лет, «Коммунистич. просвещение». 1932, № 10;
- К 25-летию советской школы, СП, 1942, № 10.